# 布里奇波特 (印地安納州哈里森縣)
布里奇波特（英語：Bridgeport）是位於美國印地安納州哈里森縣的一個非建制地區。